# 長峰ルミ
長峰 ルミ（ながみね るみ、1971年9月12日 - ）は、日本の元AV女優。
身長:156cm。スリーサイズ:B82・W58・H84。

## 略歴
1990年に「三崎ちひろ」（みさき ちひろ）及び「三崎知寛」（読み方同じ）としてグラビアデビュー。『デラべっぴん』『ビデオボーイ』などの紙面で活躍した後、同年にAVデビューするが出演作は1本のみ（同作品中では本人はヌードのみでカラミのシーンは共演の女優のみだった）。なお、この頃のプロフィールは1970年生まれだった。
1991年に「長峰ルミ」に改名しAV再デビュー。6本の作品に出演し引退。

## 出演作品

### イメージビデオ
三崎ちひろ（三崎知寛）　名義
- 天然美少女　（1990年、太郎と花子）
- 美少女HiFi写真館 13 ちひろ白書　（1990年11月20日、英知出版）

### アダルトビデオ
三崎ちひろ　名義
- アクメのいたずら　（1990年、ミス・クリスティーヌ）

長峰ルミ　名義
- イルミネーション　（1991年12月22日、宇宙企画）
- グリグリしちゃう　（1992年1月26日、宇宙企画）
- Office Ladyは快技中　（1992年2月23日、宇宙企画）
- 腰ふりマンボ　（1992年4月19日、宇宙企画）
- 悶々うさぎ姫　（1992年6月14日、BAZOOKA）
- Final Fuck　（1992年8月30日、BAZOOKA）
- 秘蔵　（再編集もの）
- 宇宙企画Classic　長峰ルミ
- 宇宙企画Classic　長峰ルミII
- 宇宙企画Classic　長峰ルミIII

## 書籍

### 写真集
三崎ちひろ 名義
- プリティーガール　（1991年10月20日、メディアックス）- 撮影:前場輝夫